# Сивці
Сивці́ —  село в Україні, у Диканській селищній громаді Полтавського району Полтавської області. Населення становить 8 осіб. До 2020 орган місцевого самоврядування — Нелюбівська сільська рада.

## Географія
Село Сивці знаходиться на правому березі річки Середня Говтва, вище за течією на відстані 0,5 км розташоване село Нелюбівка, нижче за течією на відстані 3 км розташоване село Кокозівка.

## Історія
12 червня 2020 року, відповідно до розпорядження Кабінету Міністрів України № 721-р «Про визначення адміністративних центрів та затвердження територій територіальних громад Полтавської області», село увійшло до складу Диканської селищної громади.
19 липня 2020 року, в результаті адміністративно - територіальної реформи та ліквідації Диканського району, село увійшло до складу новоутвореного Полтавського району.